# Drepandorus striatum
Drepandorus striatum är en rundmaskart. Drepandorus striatum ingår i släktet Drepandorus och familjen Dorylaimidae. Inga underarter finns listade i Catalogue of Life.